# Яри
Яри (японски: 槍) е японската дума за копие, а по-точно за оръжие с изправено острие. Бойното изкуство за владеене на яри се нарича сожутцу (sōjutsu). Ярито има голям диапазон за размера. То може да е от 1 метър до 6 метра дълго. Ако оръжието е по-дълго се нарича оми но яри, а ако е по-късо - мочи- или тий яри. По-дългите оръжия са носени от пехотата, докато самураите носели по-късите.
За яри е характерно изправеното острие, което може да е от няколко сантиметра до около метър, а и повече. Острието на яри се прави от същата високо качествена стомана както и мечовете и главите на стрелите на самураите. Тези остриета можели да издържат години. В течение на времето се появили множество варианти на ярито с изправена острие, които често имали издатина на централното острие. Оръжието има също и доста голям предпазители, които обикновено били по-дълга от заострената част на острието. Предпазителите излизат от кухата част на дръжката. В резултат на това се получава много стабилна дръжка, а за самото острие е почти невъзможно да падне или да се отчупи.
Дръжката съществува в много различни дължини, ширини и форми. Тя може да бъде направена от твърдодърво (nakae) и покрити с бамбукови кори. Те често били увивани в жица или на тях били слагани пръстени. Дръжката често са инкрустирани с метали или полускъпоценни материали като люспи от перла, месингови игли или японски лак. Ножницата за острието, наречена сайа (saya) също е част от ярито.
Ярито може да се смята за оръжие, което е по-съвършено от обикновеното копие, заради тези добавки.
Съществуват различни видове острие за това оръжие. Най-често срещаното е право, плоско – дизайн, който се припокрива с двойнозаострените кинжали. Този вид острие, което има вид и на бръснач, може не само да реже, но и да пробожда.

## История
Смята се, че ярито се е развило от китайските копия, които съществували в Япония още в ранната ѝ история, но впоследствие (някъде към XIII в.) стават по-популярни. Обикновено във военното изкуство на буши не били допускани „всички“; това била битка, която се превърнала в ритуал между двама войни, които се предизвиквали на стрелба от гърба на кон и дуели с мечове. Въпреки това инвазията на Монголия през 1274 и 1281 променят военната техника на Япония. Китайските и корейски войници, влезли в армията на Монголия, използвали пики, биели се в плътна формация и се движели в големи военни единици, за да пречат на кавалерията. Оръжия, съставени от прът (включително нагината и яри) били много по-използваеми отколкото мечовете, поради своя голям обхват, малкото си тегло и големите щети, които нанасяли.
Яри побеждава по популярност даику за самурай и пехота, които ги използвали изключително сполучливо. Но през Едо периода в Япония ярито изпада от употрба: налага се употребата на мечове за по-малки и по-близки сблъсъци. Оръжията, състоящи се от прът, и лъковете загубват своята практичност. През мирната част от Едо периода яри се произвежда. То се използва като церемониално оръжие.
- Omi Yari
- Ryo shinogi fukuro Yari
- Sasaho hira sankaku Yari
- Kikuchi Yari
- Sansaku Yari
- Su Yari